# Hulda's Lovers
Hulda's Lovers è un cortometraggio muto del 1908 diretto da Wallace McCutcheon.
È uno dei primi film (il terzo) interpretato da Harry Solter: Solter, l'anno seguente, girerà la sua prima pellicola da regista.

## Produzione
Il film fu prodotto dall'American Mutoscope & Biograph.

## Distribuzione
Distribuito dall'American Mutoscope & Biograph, il film uscì nelle sale cinematografiche USA il 22 aprile 1908.